# Epicadus nigronotatus
Epicadus nigronotatus är en spindelart som beskrevs av Cândido Firmino de Mello-Leitão 1940. 
Epicadus nigronotatus ingår i släktet Epicadus och familjen krabbspindlar. Inga underarter finns listade i Catalogue of Life.